# Tadarida thersites
Tadarida thersites је сисар из реда слепих мишева и фамилије Molossidae. 

## Угроженост
Ова врста није угрожена, и наведена је као последња брига јер има широко распрострањење.

## Распрострањење
Врста је присутна у Габону, Гани, ДР Конгу, Екваторијалној Гвинеји, Камеруну, Кенији, Либерији, Нигерији, Обали Слоноваче, Републици Конго, Руанди, Сијера Леонеу, Уганди и Централноафричкој Републици.

## Популациони тренд
Популација ове врсте је стабилна, судећи по доступним подацима.

## Станиште
Врста Tadarida thersites има станиште на копну.